# Ga (popolo)
Il popolo ga vive nell'area sudorientale del Ghana, nella zona della capitale Accra, e nel confinante Togo e assomma a circa 600.000 persone, costituendo circa il 3% della popolazione totale della nazione del Ghana, che vede vivere in uno stesso stato circa 100 gruppi linguistici. Anche la loro lingua si chiama Ga e appartiene al gruppo linguistico Kwa.
Il popolo Ga fondò la città di Accra nel XVI secolo come porto commerciale e prese il nome dall'antico regno Ga di Nkran, fondato nel 1510 e governato da sovrani detti Ga Mantse.
In Europa i Ga sono famosi per i loro riti funebri e in particolare per la forma della bara, che viene costruita in modo da riflettere la personalità del defunto o una sua caratteristica di quando era in vita. Ad esempio se muore un tassista è probabile che la famiglia faccia costruire una bara a forma di automobile. Ci sono diversi laboratori come per esempio quello di Eric Adjetey Anang (1985) che dirige il laboratorio che porta il nome del suo nonno Kane Kwei, il laboratorio di Paa Joe (1947) a Pobiman, il laboratorio di Daniel Mensah (Hello) (1968) a Teshie o il laboratorio di Kudjoe Affutu ad Awutu, Central Region.
Un'altra cosa da aggiungere e che questo popolo durante la tratta degli schiavi subì gravi conseguenze, in quanto una buona parte della popolazione Ga fu portata nelle Americhe come schiavi. Anche il leader della rivolta Tacky's War della Giamaica apparteneva al gruppo etnico dei Ga.